# Wrangelkiez

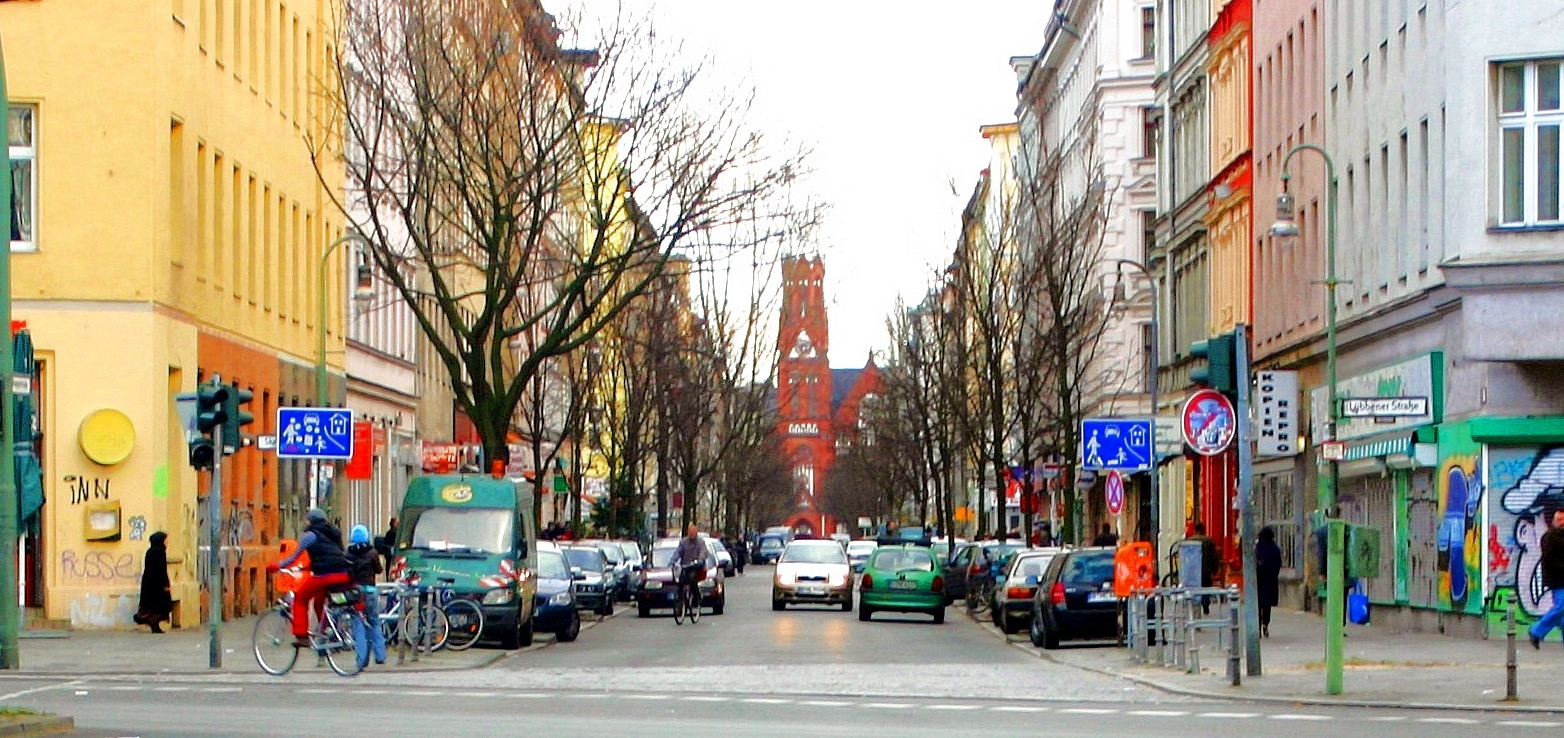
Südöstliche Wrangelstraße von der Skalitzer Straße aus gesehen, an deren Ende die Taborkirche (2008)

Der Wrangelkiez (ursprünglich: Schlesisches Viertel) ist ein hochverdichtetes, gründerzeitliches Wohnquartier in Berlin und bildet den östlichen Abschluss des Ortsteils Kreuzberg im Bezirk Friedrichshain-Kreuzberg.

## Lage
Das 45 Hektar große Gebiet mit seinen rund 12.400 Einwohnern befand sich zu Mauerzeiten in einer Randlage. Die Bevölkerungsdichte liegt bei 27.556 Einwohnern je Quadratkilometer. Im Nordwesten wird das Gebiet von der Skalitzer Straße begrenzt, im Südwesten vom Görlitzer Park, im Nordosten von der Spree und im Südosten vom Landwehrkanal.

## Geschichte

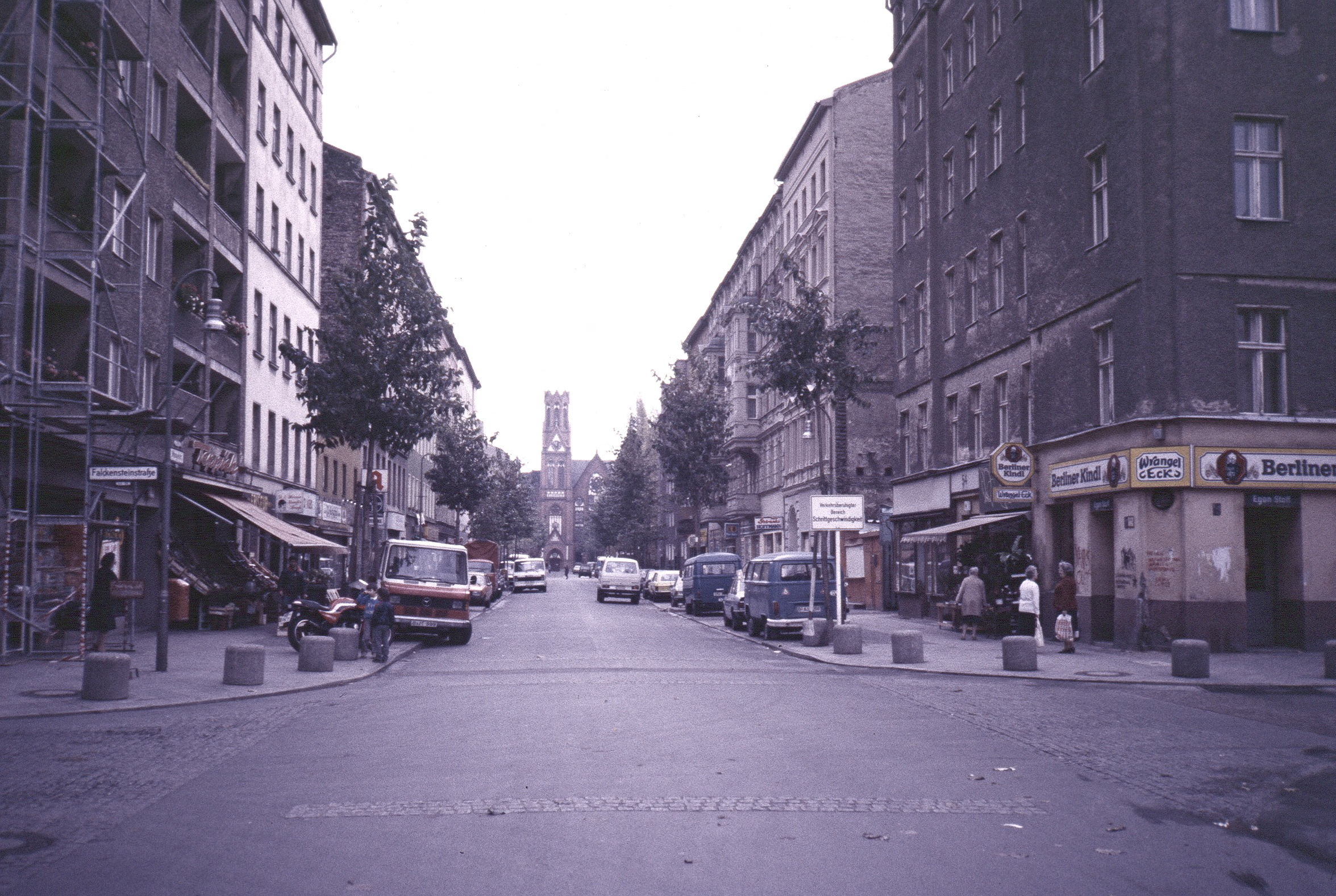
Ecke Wrangel-/Falckensteinstraße in den späten 1980er Jahren

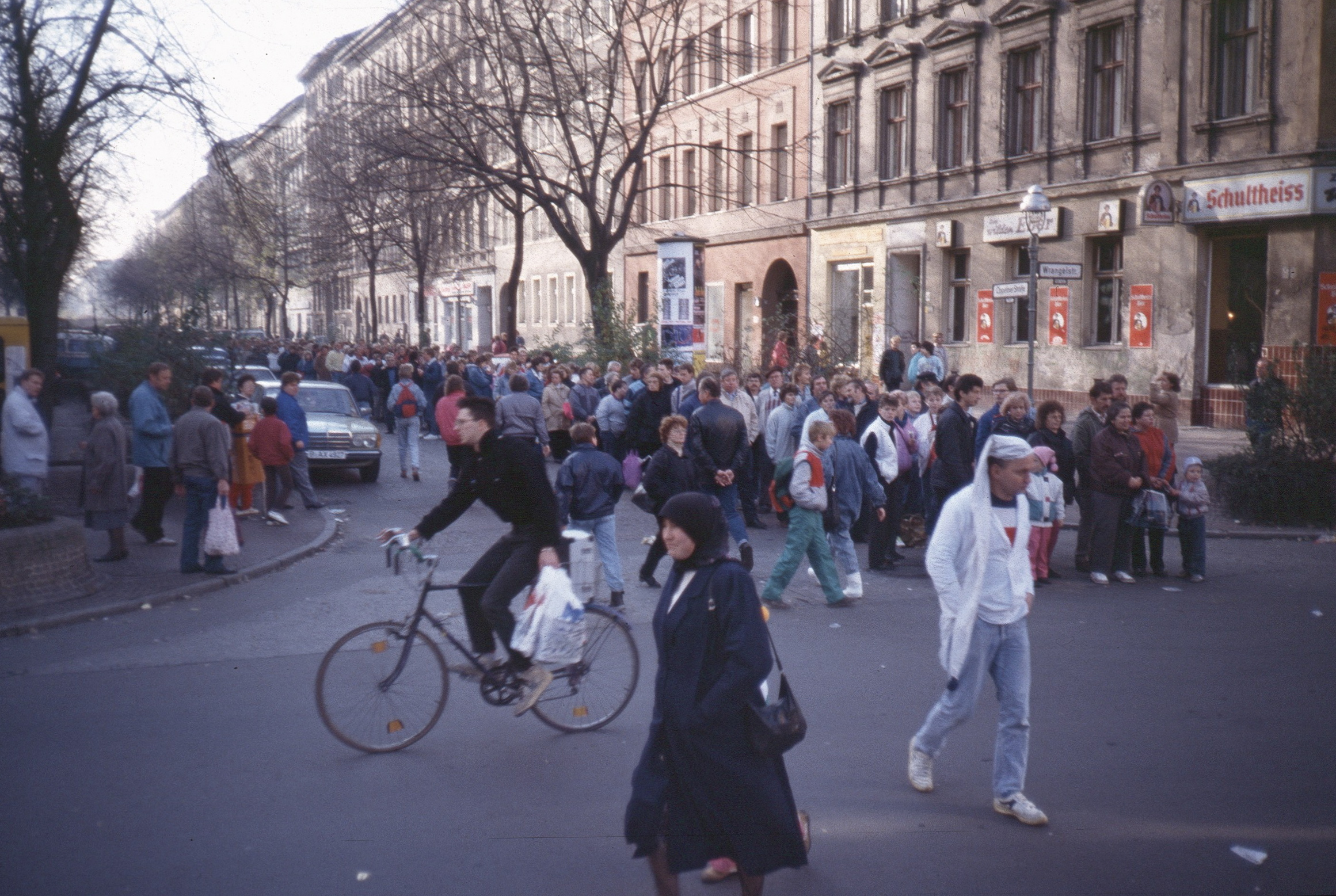
Oppelner Straße Mitte November 1989: DDR-Bürger beim Schlangestehen für das Begrüßungsgeld

Die Entstehungsgeschichte des Viertels kann von der des jenseits des Görlitzer Parks gelegenen Teils des ehemaligen Postzustellgebietes SO 36 nicht getrennt betrachtet werden. Das einstige Köpenicker Feld außerhalb der Stadtmauer (die dem Verlauf der heutigen Hochbahn folgte) wurde, neben der Spree, ab 1845 (Beginn der Bauarbeiten) vom Landwehrkanal umgrenzt. Die Erschließung des Gebiets begann aber erst ab 1858 nach Plänen von James Hobrecht. Der überarbeitete Bebauungsplan von 1862 wies den Straßen zunächst Nummern und den Plätzen Buchstaben zu. Mit dem Bau des Görlitzer Bahnhofs erhielten sie weitgehend ihre heutigen Namen.
Das Gelände befand sich zunächst im Besitz Heinrich Andreas de Cuvrys, einem Berliner hugenottischer Abstammung, der hier (Ecke Schlesische Straße/Taborstraße) eine Fabrik errichtet hatte. Nach der 1839 benannten Schlesischen Straße und der Wrangelstraße (1849) war die Cuvrystraße 1858 eine der ersten, die einen Namen erhielt. Ihr südlicher Teil heißt – nach der Trennung durch das Bahnhofs- und heutige Parkgelände – aber Ratiborstraße. Nach dem zweiten dort ansässigen Industriellen wurde später das Heckmannufer benannt.
Die in den Jahren 1866/1867 eröffnete Görlitzer Bahn brachte am gleichnamigen Bahnhof einen Strom von Zuwanderern, die oft in der nächsten Umgebung Arbeit und Wohnung suchten. So entstand rasch ein Mischgebiet aus Gewerbebetrieben und einfachem Wohnraum. Die entsprechend der Berliner Traufhöhe errichteten, mehrstöckigen Häuser waren in etwa gleich hoch, die Baupläne oft ähnlich. Zwei oder mehr Mietparteien teilten sich häufig eine Wohnung, die Toiletten befanden sich vielfach in den Ecken der Treppenhäuser.
Neben den Militärs Wrangel und Falckenstein sowie der Schlacht bei Skalitz im Preußisch-Österreichischen Krieg gaben vor allem Orte in der Lausitz und Schlesien, die mit der Görlitzer Bahn erreichbar waren, den Straßen ihren Namen: Lübben, Muskau, Sorau, Görlitz, Oppeln.

## Namensgebung

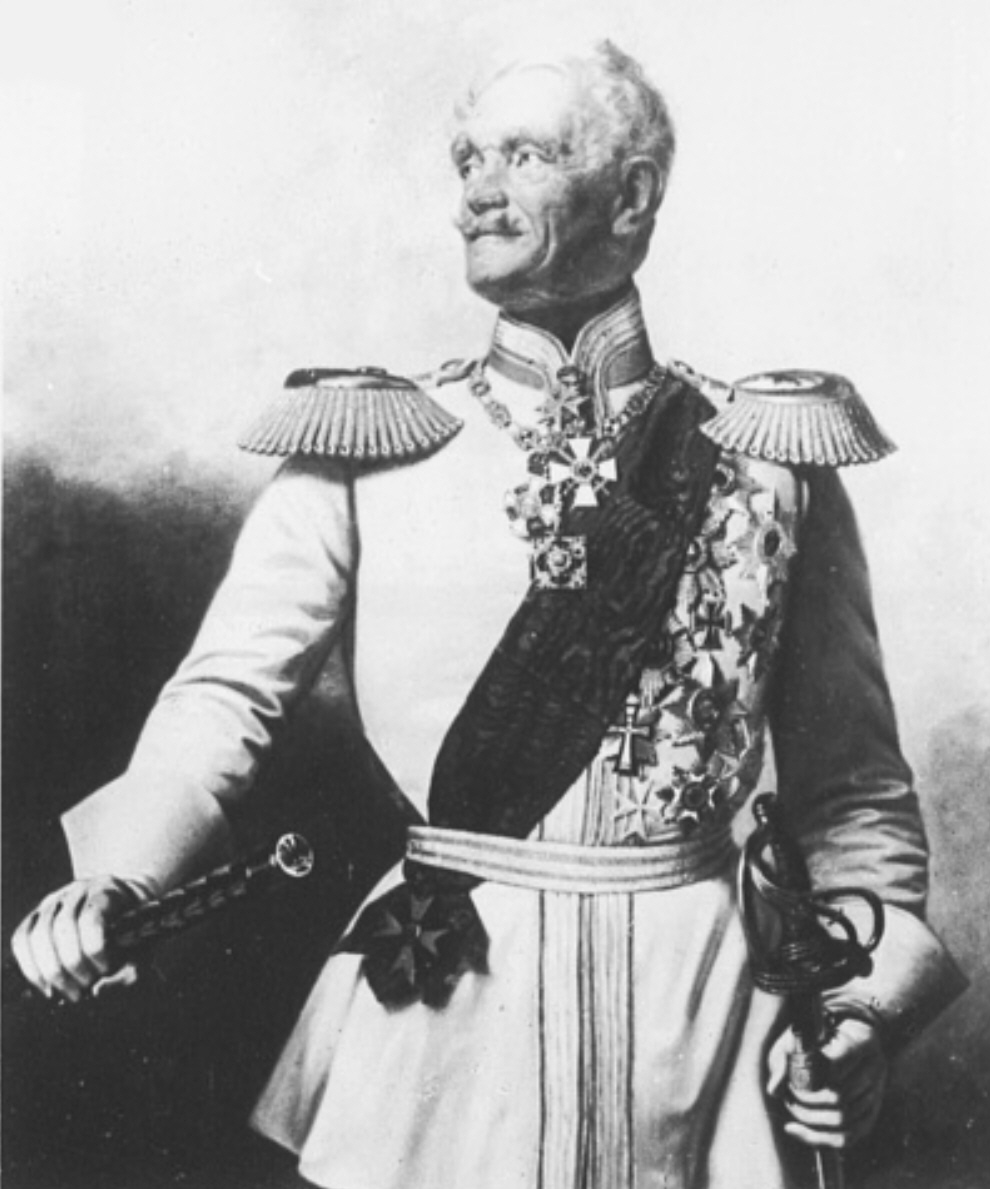
Generalfeldmarschall Friedrich von Wrangel

Die Bezeichnung Wrangelkiez für das Schlesische Viertel kam erst Ende der 1980er Jahre auf und ist aus heutiger Sicht unglücklich gewählt. Zum einen liegt hier nur der kleinere Teil der namensgebenden Wrangelstraße. Zum anderen marschierte General Friedrich von Wrangel im Jahr 1848 gegen das revolutionäre Berlin, verhängte das Kriegsrecht über die preußische Hauptstadt und machte der Revolution ein Ende. Allerdings galt wohl zu jener Zeit, in der die Bundesrepublik Deutschland die polnische Westgrenze noch nicht anerkannt hatte und sich auch einige Bundestagsabgeordnete der CDU explizit gegen diese Anerkennung aussprachen, die Bezeichnung Schlesisches Viertel als noch weniger erwünscht.

## Beschreibung

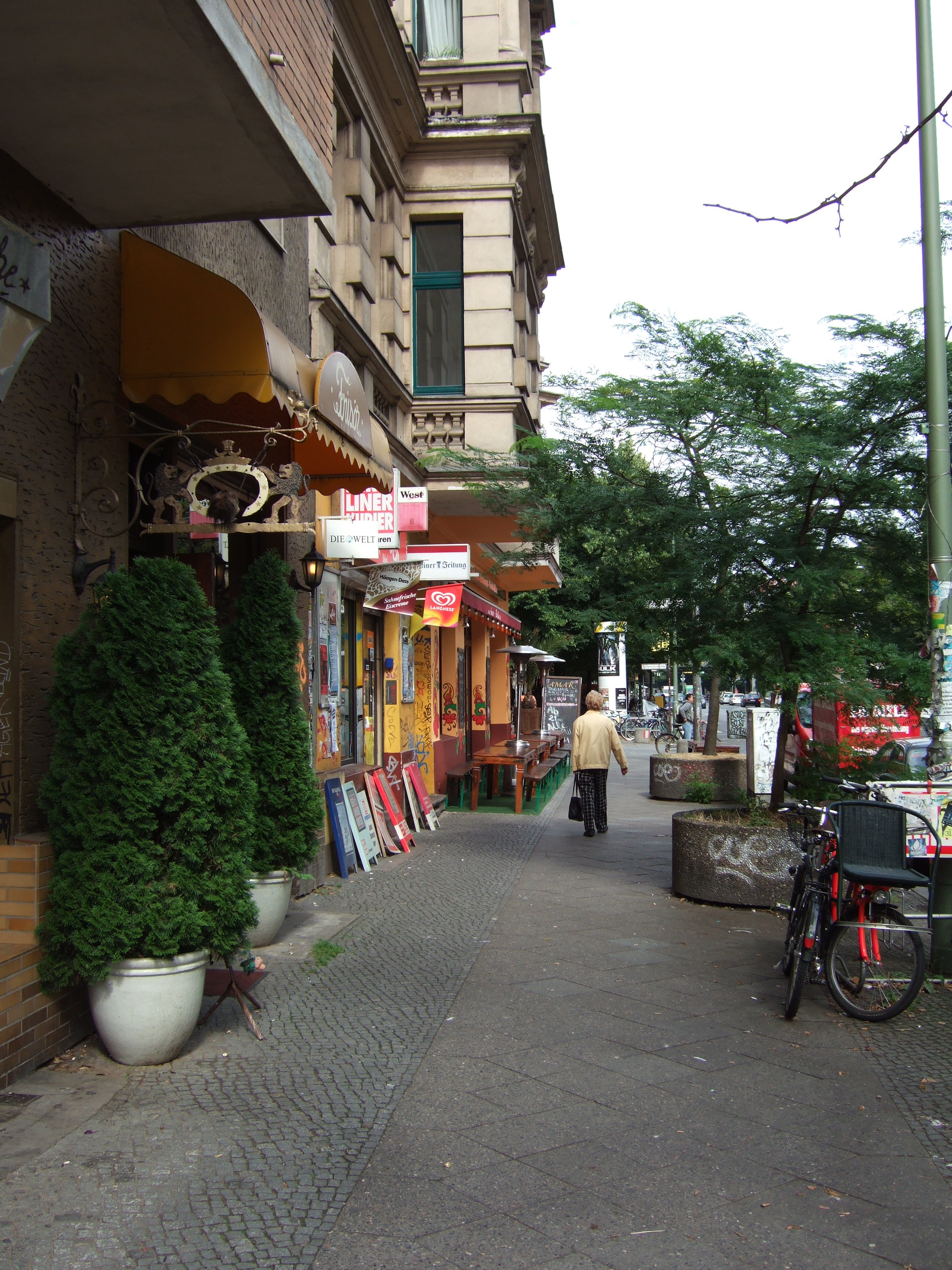
Gehsteig in der Schlesischen Straße

Der Wrangelkiez ist ein Wohngebiet mit einer überdurchschnittlich jungen Bevölkerungsstruktur. Der Anteil der 18- bis 35-Jährigen liegt bei 34,2 %. Der Ausländeranteil gehört mit rund 40 % zu den höchsten in ganz Berlin und rechnet man die Menschen mit einem Migrationshintergrund dazu, so beträgt er 65 %. Der Anteil der türkischen Zuwanderer beträgt 35,8 %. Auch der Anteil an Arbeitslosen und Sozialhilfeempfängern liegt in diesem Kiez mit 30,5 % weit über dem Durchschnitt. Die gründerzeitliche Baustruktur befindet sich in einem vergleichsweise guten Zustand. Dies geht auf viele das Wohnumfeld verbessernde Maßnahmen in den Stadterneuerungsprogrammen der 1980er Jahre zurück. Es bietet für ein innerstädtisches Gebiet ein großes Angebot an Freizeit- und Erholungsmöglichkeiten (Görlitzer Park, Treptower Park, Spree).

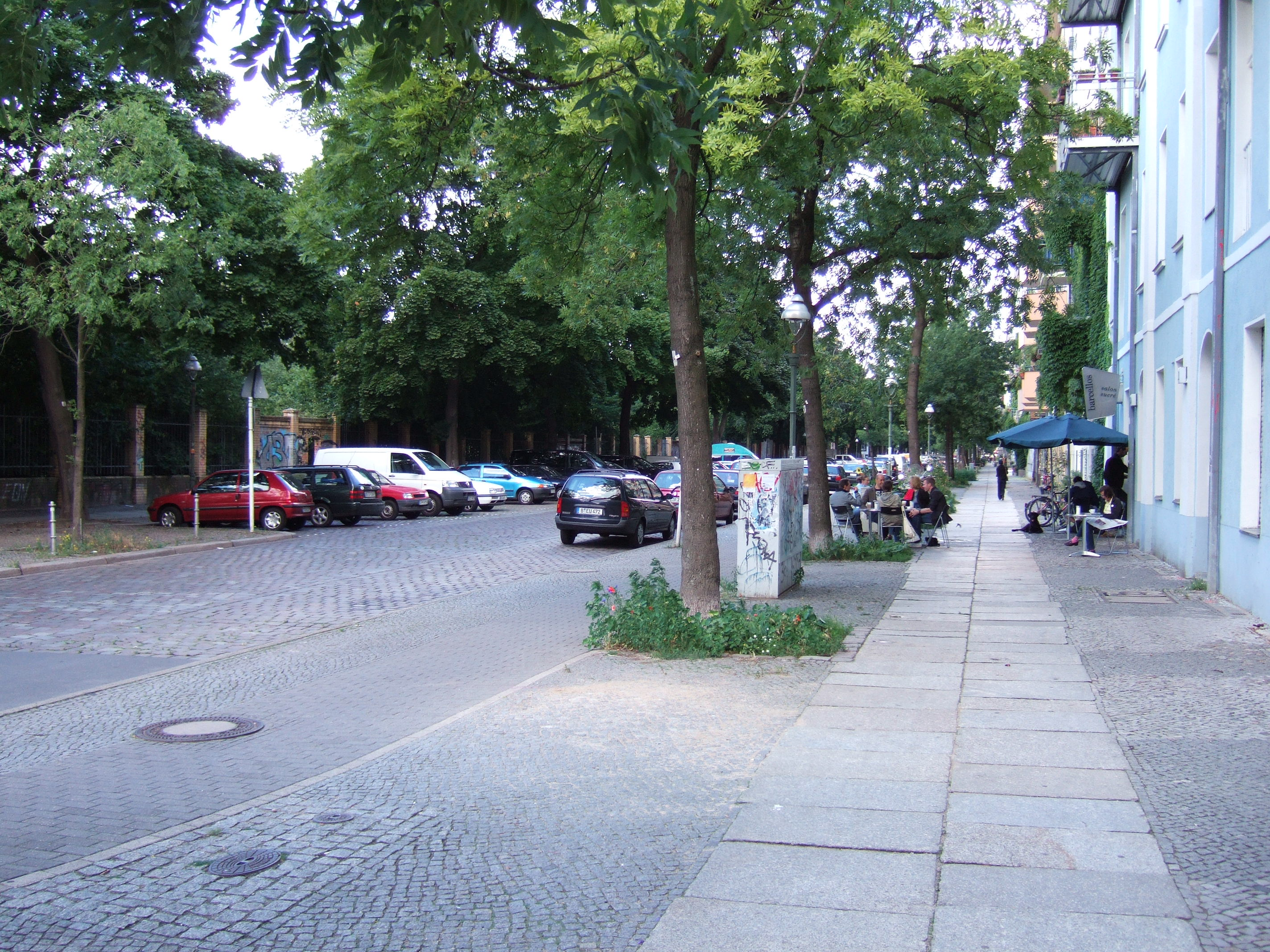
Görlitzer Straße von Südosten

Seit der politischen Wende ist das Gebiet einem stetigen Umbruch unterworfen. Im Wrangelkiez lebten bis 1990 viele Menschen, die bewusst in diesen als abgelegen empfundenen Teil West-Berlins zogen, in dem es ausgeprägte soziale Netze gab. Die Integration von Migranten wurde vielfach als gemeinschaftliche Aufgabe empfunden. In den 1990er Jahren allerdings wandelte sich mit der stadträumlichen Lage auch das Image des Quartiers, viele Bewohner zogen vorwiegend nach Prenzlauer Berg und Friedrichshain um. Der Wegzug bürgerlicher Bevölkerungsschichten führte zu einem sozialen Wandel des Quartiers. Allerdings konnte sich die kleinräumige Gewerbestruktur, vor allem in der Wrangelstraße und rund um das Schlesische Tor, weitgehend erhalten. Inzwischen gilt das Gebiet um die Schlesische Straße wegen der Ansiedlung von Clubs, Bars und Künstleragenturen als aufstrebendes Szeneviertel in Berlin. Ebenso haben sich in der südlichen Görlitzer Straße mit Sicht auf den Görlitzer Park einige Lokale mit Szeneflair etabliert.
Die Gentrifizierung im Wrangelkiez war Untersuchungsgegenstand mehrerer wissenschaftlicher Studien. Untersucht wurde beispielsweise die Preisentwicklung, die Verteilung von Streetart oder die Bedeutung von Falafelimbissen. Arabische Imbisse haben laut der sozialwissenschaftlichen Geografin Miriam Stock die Gentrifizierung in Berliner Vierteln wie Kreuzberg, Prenzlauer Berg und Friedrichshain mitgeprägt. Stock untersuchte in ihrer 2013 veröffentlichten Dissertation die Konstruktion dortiger Geschmackslandschaften anhand der Verteilung und der Inszenierung der jeweiligen Läden. 2007 wurde in Berlin unter dem Motto Frittenskandal im Falafelkiez die Skandalisierung einer geplanten McDonald’s-Filiale im Wrangelkiez thematisiert. Die US-Kette störte laut taz eine Authentizitätsblase, in der sich die bürgerliche, weiße Mittelschicht im traditionellen Alternativenviertel eingerichtet hatte. Der akademische Mittelschichtsgeschmack hielt sich eher an die Falafel, die ästhetisch, folkloristisch und authentisch erscheinen, die Fastfoodfiliale wurde zum Anlaufpunkt von unter anderem jugendlichen Migranten.

## Sehenswürdigkeiten

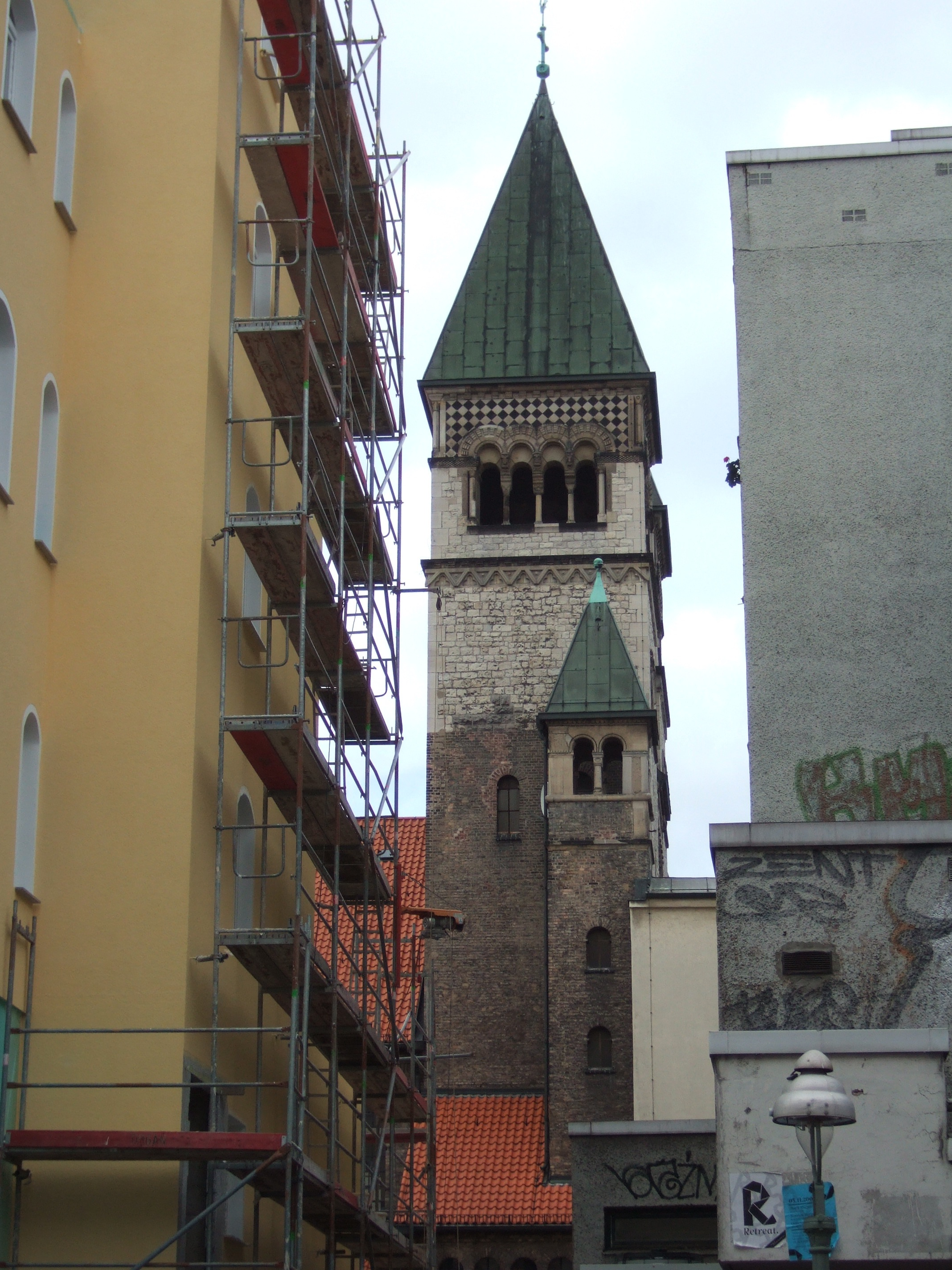
Linker Turm der Liebfrauenkirche zwischen Moschee und Supermarkt

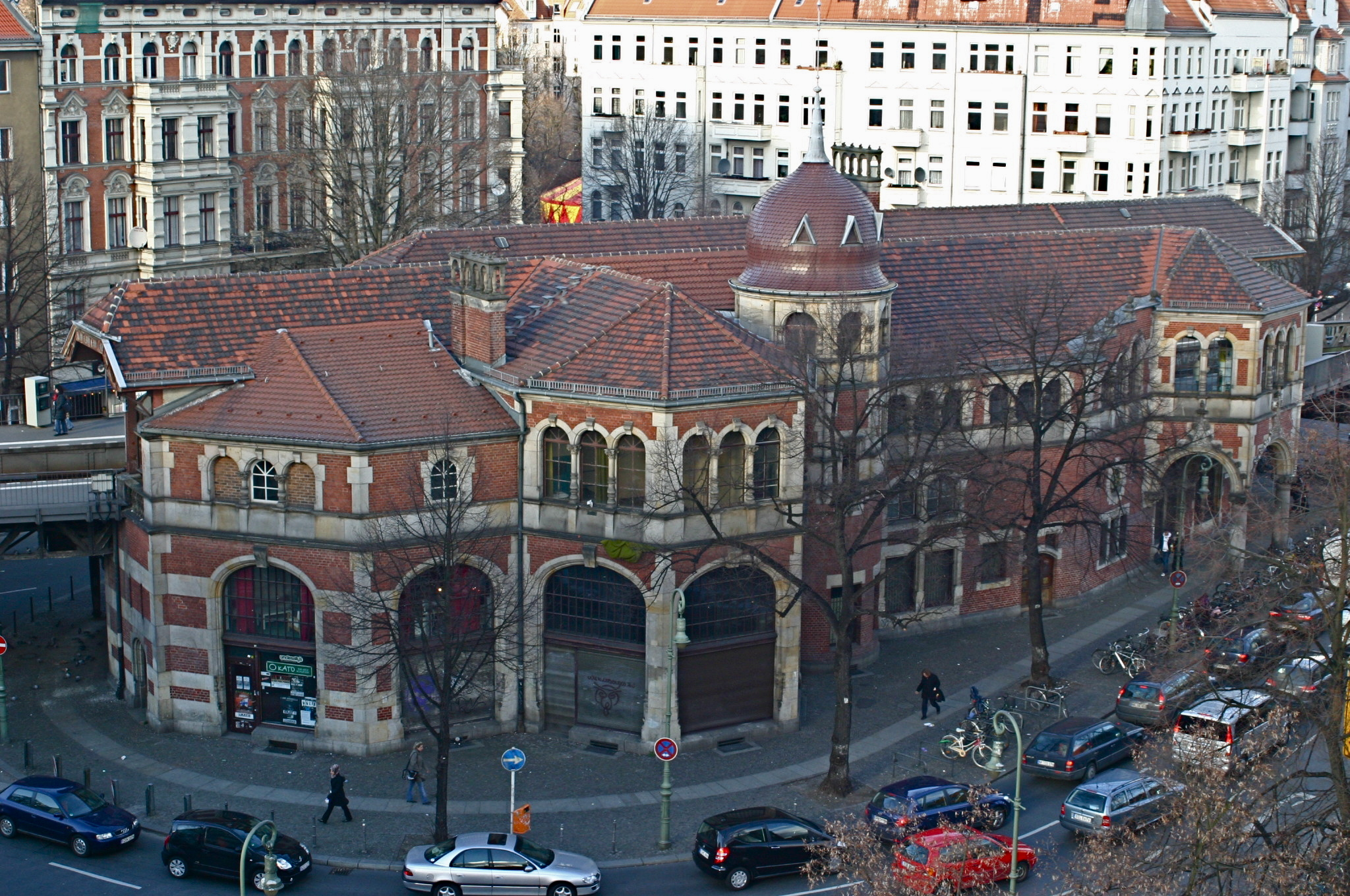
U-Bahnhof Schlesisches Tor mit dem damaligen Club Kato (zuvor war in diesen Räumlichkeiten das Kaufhaus am Tor (abgekürzt: Kato), heute ist dort der Club Bi Nuu)

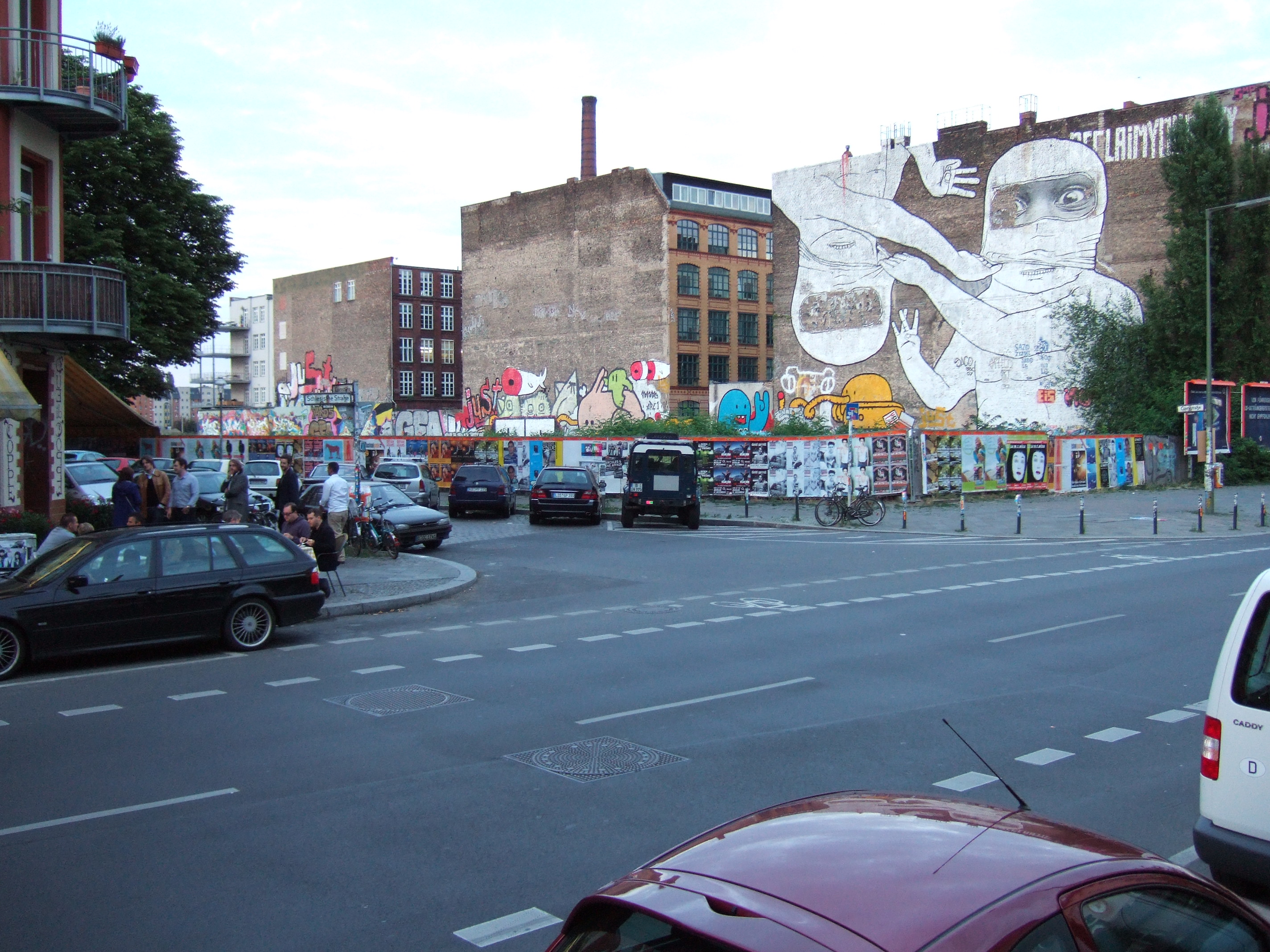
Industriebauten an der Cuvry-Brache mit Graffito von Blu und JR

- Der Hochbahnhof Schlesisches Tor der Berliner U-Bahn (Linie U1) aus dem Jahr 1902.
- Die am nordöstlichen Rand des Quartiers beginnende Oberbaumbrücke, die als einzige direkte Verbindung nach Friedrichshain führt. Sie liegt bereits auf Friedrichshainer Gebiet, da hier die Bezirksgrenze mit dem Südufer der Spree identisch ist.
- Die evangelische Tabor-Kirche von 1905 in der Taborstraße am südöstlichen Ende der Wrangelstraße.
- Die katholische Kirche St. Marien Liebfrauen von 1906 (auch Liebfrauenkirche genannt) in der Wrangelstraße zwischen Falckensteinstraße und Oppelner Straße.
- Zwischen Oberbaumbrücke und dem ehemaligen Schlesischen Tor das 1987 installierte Kunstprojekt Menschenlandschaft Berlin.[9][10]
- Die überdimensionalen Cuvry-Graffiti der Street-Art-Künstler Blu und JR aus dem Jahr 2007 an den Hauswänden östlich der Cuvrybrache wurden am 11. Dezember 2014 schwarz übermalt.[11]
- Das Gebäude Bonjour Tristesse in der Falckensteinstraße 4 sowie der Seniorenclub  in derselben Straße, zwei Häuser weiter; beide entworfen, geplant und realisiert, in den Jahren 1982–1984 beziehungsweise 1987–1989, von dem Architekten und Pritzker-Preisträger Álvaro Siza Vieira.[12]

## Verkehr

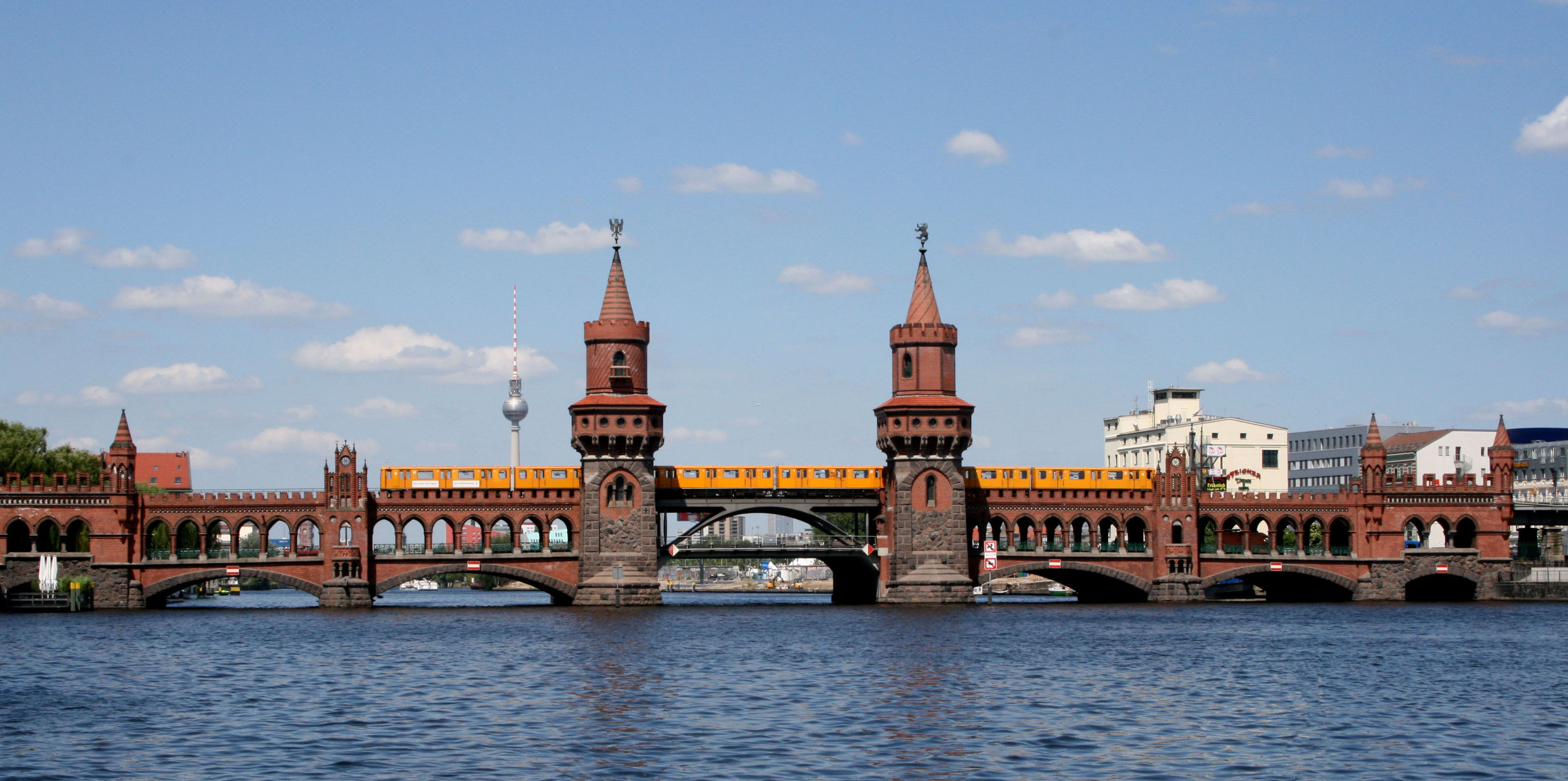
Oberbaumbrücke mit U-Bahn-Zug der Linie U1

Hauptachsen sind die Skalitzer Straße – Oberbaumstraße und die Schlesische Straße. Bereits im späten 19. Jahrhundert wurden die Hauptachsen durch Straßenbahnen erschlossen. Später gab es auch in der Falckensteinstraße und der Görlitzer Straße zum Görlitzer Ufer hin eine Strecke. Sie wurde zunächst über die Wrangel- und die Taborstraße geführt, woran die Pflasterung bis Anfang der 1980er Jahre noch erinnerte. 1945 wurden nur die Strecken von der Oberbaumbrücke bis zum Schlesischen Tor (Linie 4), in der östlichen Falckensteinstraße (Linie 3) und in der Schlesischen Straße (Linien 3, 87 und 92) reaktiviert. Auch nach der Währungsreform fand hier, im Gegensatz zu anderen Linien, kein Schaffnerwechsel statt. Auf dem Linienplan der BVG von 1954 sind sie bereits durch die Buslinie A28 ersetzt. Aufgrund des Mauerbaus gab es nach dem 13. August 1961 hier keinen Durchgangsverkehr mehr. Straßenbahnstrecken wurden endgültig zerschnitten, und auch die U-Bahn endete nun am Schlesischen Tor. Während die zweitgenannte Achse nach dem Fall der Mauer bald wieder geöffnet werden konnte, zog sich die Instandsetzung der Oberbaumbrücke bis 1995 hin.
Aktuell verkehren hier die Buslinien 165 und 265. Eine Verlängerung der Straßenbahnlinie M10 entlang der Falckensteinstraße zum Hermannplatz ist seit langem in der Diskussion.
Der Hochbahnhof Schlesisches Tor der Berliner U-Bahn-Linien U1 und U3 wurde durch das Musical Linie 1 des Grips-Theaters weltberühmt. Von 1961 bis 1995 war er der Endbahnhof der U-Bahn-Linie 1 bzw. U1.

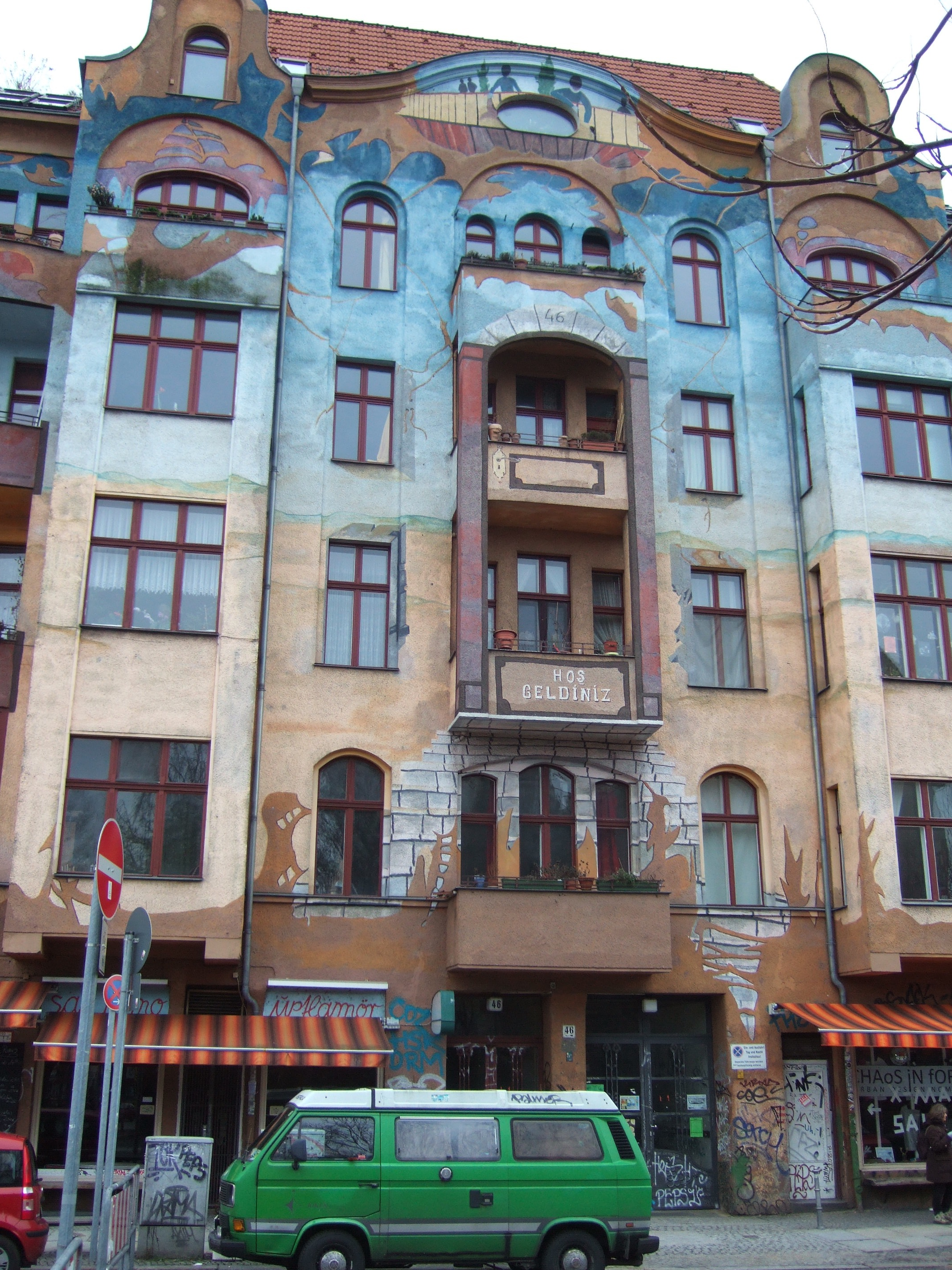
Bemaltes Haus in der Falckensteinstraße (2009)
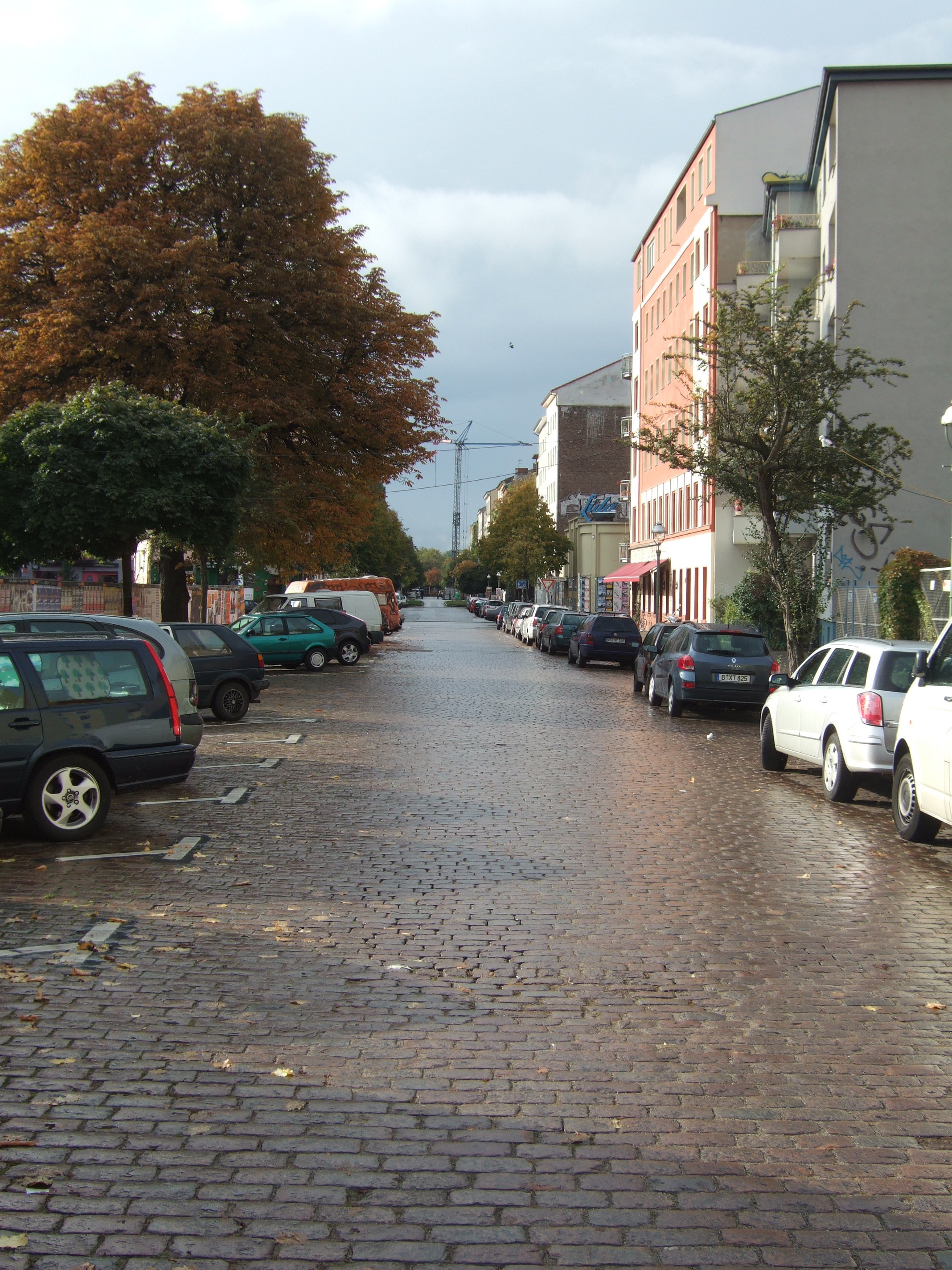
Cuvrystraße – in der Mitte das Lido
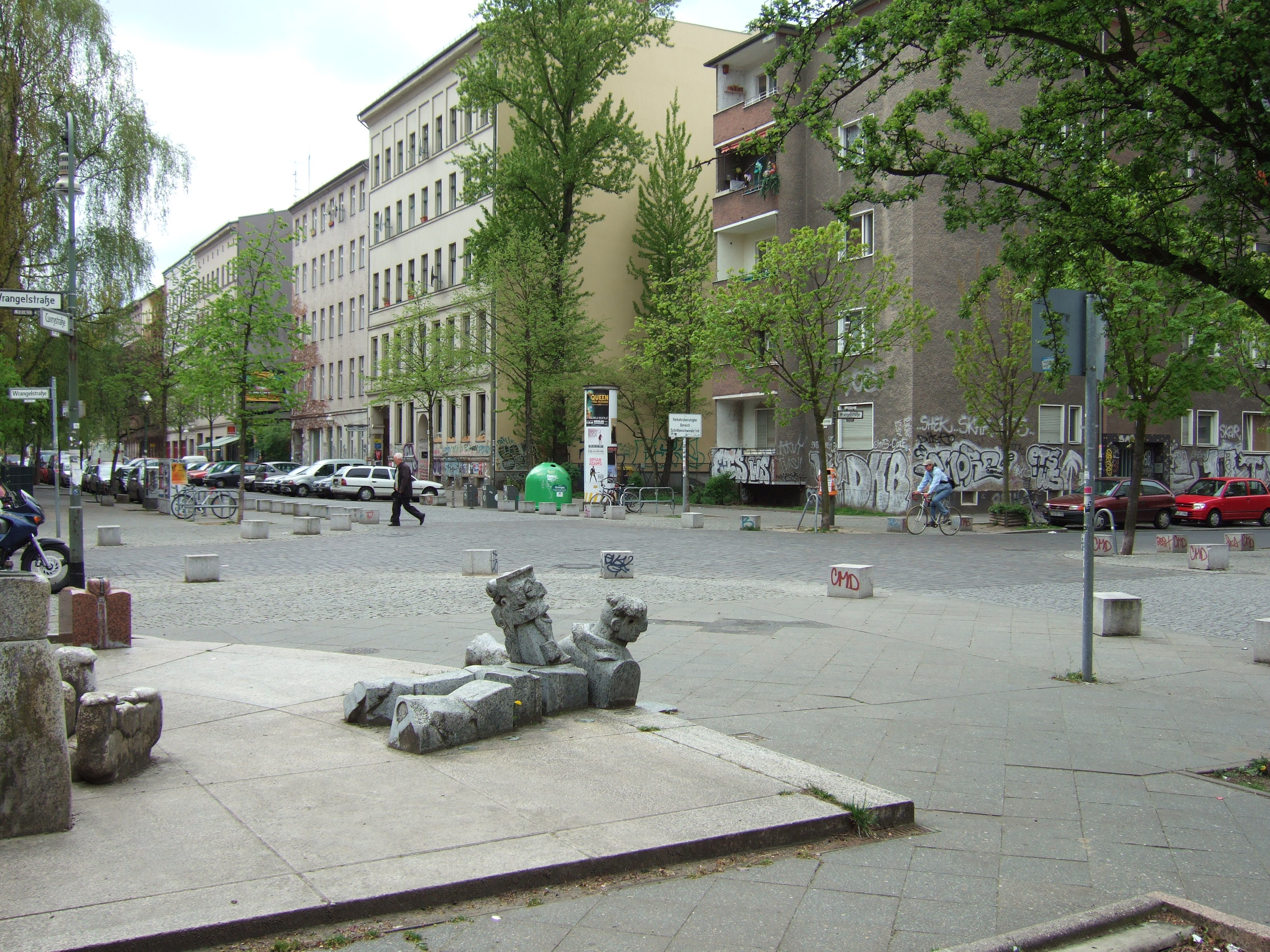
Ecke Cuvry-/Wrangelstraße (2008)
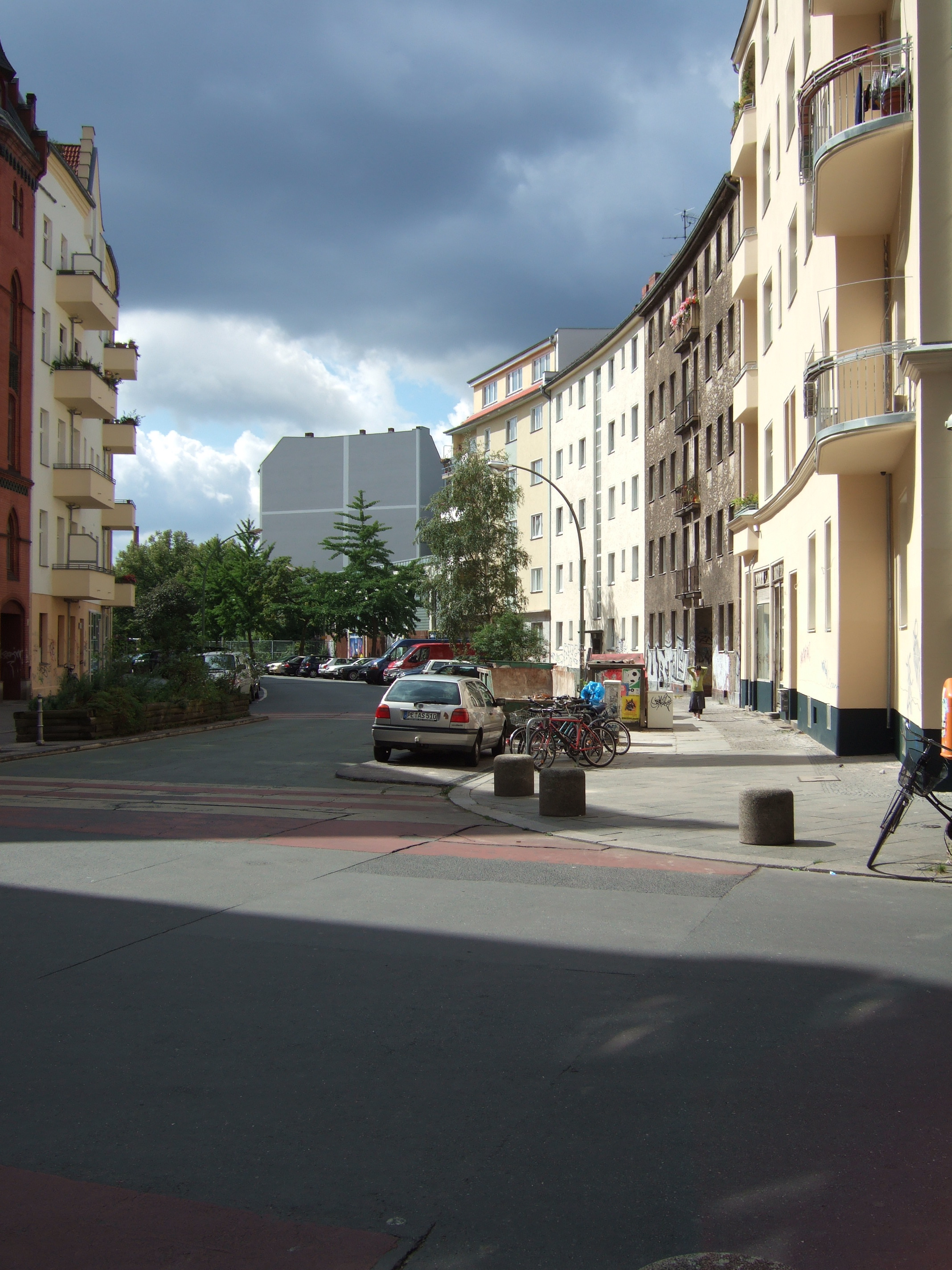
Gebogene Häuserfronten in der Taborstraße

### Initiative „Autofreier Wrangelkiez“
Seit Frühjahr 2018 setzt sich die Anwohnerinitiative „Autofreier Wrangekiez“ für eine Umgestaltung des Kiezes ein, hin zu einem Wohngebiet ohne motorisierten Individualverkehr. Dafür wurde ein „autoarmes Verkehrskonzept“ entwickelt. Die Senatsverwaltung für Umwelt, Verkehr und Klimaschutz gab 2019 bekannt, eine Machbarkeitsstudie für das Konzept finanzieren zu wollen. Für die Studie ist eine Bürgerbeteiligung vorgesehen. Als zuständig für die Ausschreibung, wurde das Bezirksamt genannt.
Unabhängig von der Studie ist die Umsetzung verkehrsberuhigender Maßnahmen geplant, die zuvor mit der Nachbarschaft abgestimmt worden waren. Dazu gehört der Bau von Diagonalsperren an der Kreuzung Wrangelstraße, Cuvrystraße und Falckensteinstraße und die Schaffung neuer Fahrradstellplätze, unter anderem auf der bisherigen Fahrbahn.
Nach den Forderungen der Initiative sollen Autoflächen vor den Haustüren zurückgebaut und mit Ausnahmen für Rettungsgassen mittels Pollern oder Betonwürfeln begrenzt werden. Alternativ sollen Spielplätze, Rasenflächen, ein zentraler Kiezplatz, öffentliche Sport- und Freizeiteinrichtungen, Tiny-Houses entlang des Landwehrkanals und Gemeinschaftsgärten eingerichtet werden.